# Coccyzus rufigularis
Il cuculo pettobaio o cuculo pettorossiccio americano (Coccyzus rufigularis Hartlaub, 1852) è un uccello della famiglia Cuculidae.

## Distribuzione e habitat
Questo uccello vive solo sull'isola di Hispaniola. È estremamente raro su Haiti, probabilmente estinto, mentre più comune nella Repubblica Dominicana.

## Conservazione
La Lista rossa IUCN classifica Coccyzus rufigularis come specie in pericolo di estinzione (Endangered).